# Nogna
Nogna là một xã trong vùng hành chính Franche-Comté, thuộc tỉnh Jura, quận Lons-le-Saunier (quận), tổng Conliège. Tọa độ địa lý của xã là 46° 35' vĩ độ bắc, 05° 38' kinh độ đông. Nogna nằm trên độ cao trung bình là 555 mét trên mực nước biển, có điểm thấp nhất là 497 mét và điểm cao nhất là 623 mét. Xã có diện tích 6.11 km², dân số vào thời điểm 2004 là 227 người; mật độ dân số là 37 người/km².

## Thông tin nhân khẩu
| 1962 | 1968 | 1975 | 1982 | 1990 | 1999 |
| ---- | ---- | ---- | ---- | ---- | ---- |
| 183  | 185  | 169  | 187  | 192  | 203  |

## Địa điểm tham quan
Nhà thờ Saint-Barthélemy được xây trong thế kỉ thứ 18.